# Microrregión de Criciúma
La microrregión de Criciúma es una de las microrregiones del estado brasileño de Santa Catarina perteneciente a la mesorregión Sur Catarinense. Su población fue recensada en 2010 por el IBGE en 369.366 habitantes y está dividida en diez municipios. Posee un área total de 2.089,375 km².

## Municipios
- Cocal do Sul
- Criciúma
- Forquilhinha
- Içara
- Lauro Müller
- Morro da Fumaça
- Nova Veneza
- Siderópolis
- Treviso
- Urussanga

- Datos: Q2597833
- Multimedia: Criciúma / Q2597833